# Die Morgenlandfahrt

Titelblatt der Erstausgabe von 1932

Die Morgenlandfahrt ist eine Erzählung von Hermann Hesse, erstmals erschienen 1932, und beschreibt eine Fahrt in ein geistiges Morgenland.

## Entstehungsgeschichte
Hermann Hesse begann die Arbeit an Die Morgenlandfahrt im Sommer 1930, kurz vor seinem Umzug innerhalb Montagnolas von der Casa Camuzzi in das von Hans Conrad Bodmer für ihn neu erbaute Haus und kurz vor der Eheschließung mit seiner dritten Frau Ninon Dolbin. Sein altes Augenleiden hatte sich verschlimmert, Hesse war nahe am Erblinden. Nach schmerzhaften Operationen musste er wochenlang in einem verdunkelten Zimmer liegen. Das im April 1931 abgeschlossene Werk widmete er seinem Gönner Bodmer und dessen Frau Elsy. Im selben Jahr wurde es in der von Bodmers Sohn herausgegebenen Zeitschrift Corona vorabgedruckt. 1932 wurde die Erstausgabe im S. Fischer Verlag veröffentlicht. Alfred Kubin gestaltete den Schutzumschlag, den Einband und die Vignette auf dem Titelblatt.

## Inhalt

### Die Erinnerung an den Bund
Zu Beginn der Erzählung berichtet der Violinspieler H. H. von seinen Jugendtagen. Damals habe er dem „Bund vom Hohen Stuhl“ angehört, mit dem er sich auf seine Reise begeben habe, „wie sie seit den Tagen Hüons und des Rasenden Roland von Menschen nicht mehr gewagt worden war“. Es sei damals, kurz nach dem Weltkriege, eine außerordentliche Bereitschaft für das Überwirkliche gegeben gewesen, das Land sei „voll von Heilanden, Propheten und Jüngerschaften“ gewesen, es seien „Grenzen durchbrochen und Vorstöße in das Reich einer kommenden Psychokratie“ getan worden. Zu diesen Vorstößen in ein „Reich der Seele“ gehörten die Wanderzüge des Bundes.
Während der Bund als ganzer nach sehr hohen, der Zone der Geheimnisse zugehörigen Zielen gestrebt habe, hätten die Teilnehmer auch ihre eigenen, privaten Beweggründe gehabt, diese Beweggründe waren eine der Anforderungen zur Aufnahme in den Bund. Während manche etwa auf der Suche nach dem Schatz des „Tao“ oder der Schlange „Kundalini“ gewesen seien, sei es der eigene Wunsch von H. H. gewesen, die „Prinzessin Fatme“ zu sehen und womöglich ihre Liebe zu gewinnen. Vom Sprecher des Bundes als „anima pia“ gesegnet, zu Glaubenstreue, Heldenmut und brüderlicher Liebe ermahnt, den Bundesring am Finger, habe man sich auf den Weg gemacht. Freilich sei die Reise keine singuläre Erscheinung gewesen, sondern Teil eines immerwährenden „Zuges der Gläubigen und sich Hingebenden nach dem Osten, der Heimat des Lichts“, nur eine „Welle im ewigen Strom der Seelen“.
Unterwegs feierte man Andachten und Blumenfeste, durchstreifte Schwaben, Italien und den Orient, „nächtigte im zehnten Jahrhundert“ oder „wohnte bei Patriarchen und Feen“. Mitunter trafen die Morgenlandfahrer auch auf Gestalten wie den Riesen Agramant, den Pechschwitzer vom Blautopf, auf Parzival und Sancho Pansa, aber auch auf die Maler Paul Klee und Klingsor. In der Nähe von Urach stießen sie auf die „staufischen Kronenwächter“, die den Bund für ihre Ziele, „namentlich die Eroberung Siziliens“ zu instrumentalisieren versuchten. Auch wurden hin und wieder einzelne Brüder abtrünnig, wandten sich der vermeintlich „realen Welt“ zu und vergaßen die Ziele des Bundes. Eine besondere Rolle im Bund kam dem unscheinbaren Diener Leo zu, der durch seine gefällige, bescheidene Art die Herzen von Menschen und Tieren gewann.
Ein Höhepunkt des Unternehmens war die Bundesfeier von Bremgarten, als in einem von Papageien und anderen sprechenden Tieren bevölkerten, fliederdurchwogten Park „Othmar“ auf dem Flügel und „Pablo“ auf der Rohrflöte spielte, und sich zahlreiche Künstler, Maler und Dichter nebst ihren Geschöpfen einfanden. Dabei fällt H. H. auf, „dass die erdachten Figuren (…) viel lebendiger, schöner, froher und gewissermaßen richtiger und wirklicher als die Schöpfer selber“ wirken. Leo erklärt dies mit dem „Gesetz vom Dienen“, wonach dienen muss, wer lange leben will.
Eines Tages verschwindet der Diener Leo in der Schlucht von Morbio Inferiore. Der Bund gerät daraufhin in eine schwere Krise, die Reisenden verlieren Glauben und Zuversicht. Besonders vermisst wird auch Leos Rucksack, der nach allgemeiner Meinung eine ganze Menge wichtiger Dinge beherbergt haben muss, wie insbesondere die Gründungsurkunde des Bundes, den sog. Bundesbrief. An diesem Punkt ist der Erzähler H. H. am Ende seines Berichts angelangt. Er räumt ein, dass es ihm schwer falle, die Geschichte des Bundes adäquat zu erzählen. Das „Bündel der tausend verknoteten Fäden“ sei kaum zu entwirren. „Wo ist eine Mitte der Ereignisse, ein Gemeinsames, etwas, worauf sie sich beziehen und was sie zusammenhält?“

### Die Suche nach dem Bund
Gleichwohl lässt sich H. H. nicht entmutigen und macht sich daran, wenn schon nicht die Geschichte des Bundes, so doch zumindest die der Morgenlandfahrt zu schreiben. Als erstes sucht er hierzu seinen Jugendfreund, den Zeitungsredakteur Lukas auf. Dieser begegnet ihm indes mit freundlicher Ironie und versucht das Unternehmen als eine exzentrische, mittlerweile längst vergessene Zeitströmung der Nachkriegsjahre abzutun, welche mit dem realen Leben nichts zu tun habe. Immerhin zeigt er aber Verständnis für H. H.s Schwierigkeiten, sich der Geschehnisse von damals hinreichend zu erinnern. Ihm selbst als Weltkriegsteilnehmer sei es bei der Abfassung seines Kriegstagebuchs ähnlich ergangen. Gleichwohl habe er es geschrieben, weil es für ihn und seine Existenz notwendig gewesen sei. Außerdem hilft Lukas H. H. dabei, einen gewissen „Andreas, Leo, Seilergraben 69a“ ausfindig zu machen, der möglicherweise eine Verbindung zu dem Leo aus H. H.s Erinnerungen habe.
Nach einigem Zögern sucht H. H. die genannte Adresse auf, erfährt, dass der dort wohnhafte Andreas Leo als Masseur, Kräuterkundiger und Hundedresseur arbeite. Eine ganze Weile kehrt H. H. immer wieder zur Adresse von Leo zurück, um diesem zu begegnen. Eines Abends hat er Glück und heftet sich an Leos Fersen. Sofort wird klar, dass es sich in der Tat um den Diener Leo handelte, der den Bund seinerzeit in der Schlucht von Morbio Inferiore scheinbar verlassen hatte. In einem Park verwickelt er ihn in ein Gespräch, das aber enttäuschend verläuft: Leo will seinen einstigen Bundesbruder nicht mehr kennen, verurteilt ihn obendrein, weil er ohne Geldnöte seine Violine verkauft habe. Selbst der mit Leo so vertraute Wolfshund Necker knurrt tief in der Kehle, sooft sein Blick H. H. trifft. Zuhause schreibt H. H. schließlich konsterniert einen Brief an Leo, „zwanzig Seiten der Klage, der Reue, der flehentlichen Bitte“.

### Wiederfinden des Bundes
Kurz darauf erscheint Leo bei H. H. zuhause und erklärt, der Bund, der Hohe Stuhl, erwarte ihn; er sei gesandt, ihn zu holen. Auf verwinkelten, H. H.s freudige Ungeduld auf eine harte Probe stellenden „Umwegen, Einkreisungen und Zickzackgängen“ quer durch die Stadt führt Leo H. H. zu einem stillen Gebäude in einer verschlafenen Vorstadtgasse; darin über endlose Korridore, Treppen und Gänge, vorbei an Archiven und Ateliers in den Bundessaal, wo sich die Oberen zum Gericht über den „Selbstankläger H. H.“ versammelt haben.
Verschüchtert gesteht dieser die Vorwürfe, dem Bunde untreu geworden zu sein und obendrein eine Geschichte des Bundes schreiben zu wollen. Daraufhin wird ihm für seine Arbeit das gesamte Bundesarchiv zur Verfügung gestellt. Dort stößt er nicht nur auf sein ihm immer belangloser erscheinendes eigenes Manuskriptfragment, sondern etwa auch auf den lange vermissten Bundesbrief sowie die Katalogeinträge über Leo, über die von ihm so verehrte Prinzessin Fatme, über den Maler Paul Klee. Sehr bald muss H. H. erkennen, dass er „von diesen Millionen Schriften, Büchern, Bildern, Zeichen des Archivs kein Tausendstel zu entziffern oder gar zu begreifen vermochte“.
Beschämt erkennt er seine törichte Anmaßung, die Geschichte des Bundes schreiben zu wollen. Er kehrt zur Versammlung der Oberen zurück und unterwirft sich bedingungslos deren Urteil. Dieses wird vom „Obersten der Oberen“ persönlich verkündet – dem „Diener“ Leo. Schonungslos enthüllt er H. H. seine vielfältigen Verfehlungen, räumt aber ein, dass H. H.s Abfall und Verirrung eine Prüfung gewesen seien. Eine Prüfung, die ihn in jene Verzweiflung getrieben habe, die Bestandteil jeglichen menschlichen Reifeprozesses sei. H. H. erhält seinen verlorenen Bundesring zurück und wird sich „tausend unbegreiflicher Versäumnisse“ bewusst.
Letzten Endes wird er freigesprochen und unter der Bedingung in den Kreis der Oberen aufgenommen, dass er es wagt, das Archiv über seine eigene Person zu befragen. H. H. nimmt dies auf sich und erfährt nicht nur, dass er selbst es war, der in Morbio Inferiore „Fahnenflucht“ begangen hatte, sondern findet auch eine merkwürdige Doppelskulptur. Sie stellt Leo und ihn selbst dar, wobei Leo auf Kosten seines Dichters ständig wächst und zunimmt.

## Interpretation
Thema der Erzählung ist nach Hesses eigenem Bekunden „die Vereinsamung des geistigen Menschen in unserer Zeit und die Not, sein persönliches Leben und Tun einem überpersönlichen Ganzen, einer Idee und einer Gemeinschaft einzuordnen, Sehnsucht nach Dienen, Suchen nach Gemeinschaft, Befreiung vom unfruchtbar einsamen Virtuosentum des Künstlers.“
In Wirklichkeit geht es um Hesses eigene Vereinsamung, Verzweiflung und seelische Höllenfahrt, die er nach der Loslösung von seinem Freund und Meister Gusto Gräser durchlebte und die er durch diesen öffentlichen Brief der Reue und Selbstanklage zu überwinden sucht. In seiner Erzählung bekennt er – dichterisch verhüllt und durch irreführendes Beiwerk raffiniert getarnt – seinen geheimen Glauben. Wie er es einem Freund gesteht: „Ich habe, bis zur ‚Morgenlandfahrt’, in den meisten meiner Bücher beinahe mehr von meinen Schwächen und Schwierigkeiten gezeugt als von dem Glauben, der mir trotz der Schwächen das Leben ermöglicht und gestärkt hat. … Zu formulieren versucht habe ich ihn auf dichterische Weise erst in der ‚Morgenlandfahrt’“. (Aus einem Brief an H.M. vom 19. November 1935; AB 148–149, zitiert nach Martin Pfeifer: Hesse-Kommentar zu sämtlichen Werken. München 1980, S. 205.)
Verarbeitet wird diese Thematik in einem kunstvollen, mehrere Motive der Weltliteratur aufgreifenden und geschickt miteinander verwebenden, autobiographisch fundierten Stil, der die Morgenlandfahrt zu einem ganz besonderen Kleinod in Hesses umfangreichem Œuvre macht.

### Reifeprozess
Ein zentrales Motiv ist die Suche nach dem Ideal, das Streben nach sittlicher und spiritueller Reife jenseits der Welt des Alltags und der materiellen Existenzsicherung, die Entfaltung der im Menschen angelegten Entwicklungs- und Wachstumspotenziale, die Individuation und Menschwerdung. In den Vordergrund gerückt wird indes nicht nur ein Einzelner, der Violinspieler H. H., vielmehr wird die Suche als eine alle Auserwählten, Sehnsüchtigen und Erleuchteten der Menschheit einbeziehende Bewegung aufgefasst. Dementsprechend vollzieht sich die Handlung der Erzählung großteils jenseits von Raum und Zeit, vielmehr schieben sich Oberschwaben und Damaskus, das Mondmeer und das Schloss Bremgarten mühelos ineinander, reale Personen aller Zeitalter treffen auf literarische Figuren, und doch ist die Zeit nach dem Ersten Weltkrieg, mit ihren „Eisenbahnen, Dampfschiffen und Telegrafen“ im Hintergrund stets gegenwärtig.
Der Reifeprozess ist indes mit erheblichen Widerständen verbunden, mit Schwermut und Verzweiflung „Verzweiflung ist das Ergebnis jedes ernstlichen Versuches, das Menschenleben zu begreifen und zu rechtfertigen, (…) das Leben mit der Tugend, mit der Gerechtigkeit, mit der Vernunft zu bestehen und seine Forderungen zu erfüllen. Diesseits dieser Verzweiflung leben die Kinder, jenseits die Erwachten. Angeklagter H. ist nicht mehr Kind und ist noch nicht ganz erwacht.“
Am Ende steht bei H. H. unter anderem die Einsicht in das – von dem Diener Leo in Bremgarten formulierte – „Gesetz vom Dienen“. Dass literarische Gestalten lebendiger wirken als ihre Schöpfer, hatte Leo damit erklärt, dass dienen müsse, wer lange leben will. Wer herrschen wolle, lebe indes nicht lange. Die Unkenntnis dieses Gesetzes bringe zum Herrschen nicht berufene Menschen ins Nichts, beispielsweise in Sanatorien. Bei den Müttern sei es auch so. Wenn sie die Kinder geboren und ihnen ihre Milch und ihre Schönheit und Kraft mitgegeben hätten, dann würden sie selber unscheinbar, und es frage niemand mehr nach ihnen. Symbolisch zusammengefasst wird dies in der von H. H. in der Schlussszene der Erzählung aufgefundenen Doppelfigur von Leo und ihm, in der die Kraft stetig vom Dichter zu seinem Geschöpf fließt und jenen welk und bleich zurücklässt.

### Orientreise
Verwoben wird das Ganze mit dem uralten literarischen Motiv der Orientreise, der Heimkehr zu den Wurzeln, auf der die Protagonisten in aller Regel Läuterung erfahren. Angefangen von altfranzösischen Ritterepen über Wieland und Novalis bis hin zu Flauberts Ägyptenbericht hat der Aufbruch in den Osten literaturgeschichtliche Tradition. Und so tauchen auch in Hesses Erzählung immer wieder das Heilige Land, Damaskus und Afrika, Patriarchen und Kalifen, die Prinzessin Fatme und das Grab des Propheten auf.

### Geheimbund
Als drittes literarisches Motiv kommt schließlich das des „Geheimbunds“ hinzu. Schon von jeher haben elitäre Zirkel aller Art auf die Menschen erhebliche, bisweilen in Ablehnung umschlagende Faszination ausgeübt und dementsprechende vielfältige literarische Verarbeitung erfahren, angefangen von den Artus-Epen des Mittelalters bis hin zu Thomas Manns Zauberberg. Insbesondere in seinen Riten, Einrichtungen und Symbolen lässt der Bund der Morgenlandfahrer deutliche Anklänge an „Geheimgesellschaften“ wie Freimaurer, Illuminaten oder Rosenkreuzer erkennen. Genannt seien etwa die „Versammlung der Oberen“, der Bundesbrief, die umfangreichen Archive, die Gelübde, Schwüre und Satzungen, der Ring mit den vier Steinen. Das Motiv des Bundes taucht bei Hesse schon in seinen frühen Monte-Verità-Erzählungen auf. Dann wieder im Demian-Roman, der von einem Bund oder Orden der Zukünftigen und Gezeichneten handelt. Hermann Hesse sollte die Thematik Jahre später erneut in seinem Hauptwerk Das Glasperlenspiel mit seinem „Orden von Kastalien“ aufgreifen, als dessen Vorläufer der Bund der Morgenlandfahrer gilt.

### Autobiografisches
In reizvollem Kontrast zur Exotik des Orients, der Sinnsuche und den Geheimgesellschaften stehen die vielfältigen autobiographischen Bezüge der Erzählung: Hinter den Initialen des Protagonisten sind natürlich unschwer die des Dichters zu erkennen; überdies tritt eine Vielzahl von Personen aus Hesses realer Lebenswelt auf. Zu nennen sind etwa Max und Tilli Wassmer als die Schlossherren des Festes von Bremgarten. Weiter die mit dem Autor befreundeten Maler Paul Klee und Louis Moilliet, die übrigens 1914 mit ihrer kunstgeschichtlich bedeutsamen Tunisreise ihre eigene Morgenlandfahrt unternommen haben. Hinter dem Sterndeuter Longus verbirgt sich Hesses Psychiater, der Jung-Schüler Dr. Josef Bernhard Lang. Schließlich Hesses dritte Frau Ninon Dolbin, die Komponisten Hugo Wolf und Othmar Schoeck, der Schriftsteller Hans Moser („Hans Resom“), Hesses Freunde Hans C. Bodmer und Georg Reinhardt sowie viele andere.
Dazu gesellen sich als „Brüder im Geiste“ längst verstorbene, von Hesse geschätzte Künstler aller Epochen nebst den von ihnen geschaffenen Figuren wie etwa E.T.A.Hoffmann und sein „Archivarius Lindhorst“ aus dem Goldnen Topf, aber auch Hesses eigene Schöpfung, der Maler Klingsor aus der Erzählung Klingsors letzter Sommer von 1919.
Zentrale Gestalt ist jedoch der Diener und Lastträger Leo, in dem Hesse ein Nachbild seines Freundes und Vorbilds Gusto Gräser geschaffen hat. Gräser war es, der nach dem Krieg eine Wanderung durch Oberschwaben nach Urach unternahm. Gräser war es auch, der den ekstatischen Zug der „Neuen Schar“ unter Führung des Drechslergesellen Friedrich Muck-Lamberty durch Nordbayern und Thüringen inspirierte, der an ihren Lagerfeuern sprach und dessen Gedichte auf ihren Flugblättern verbreitet wurden. Fünfundzwanzig junge Männer und Frauen zogen singend und tanzend durchs Land, feierten auf öffentlichen Plätzen und in Kirchen mit Blumen und Gesängen, rissen Zehntausende mit sich in ihren „Kreuzzug der Liebe“, der auch als „Kinderkreuzzug“ verspottet und mit dem Treiben der sog. Wiedertäufer verglichen wurde. Die Märchenerzählerin Lisa Tetzner und ihr Freund Kurt Kläber besuchten die Schar und konnten Hesse von ihr berichten. Ein anderer Vermittler war der Stuttgarter Lektor Martin Lang, ein Bekannter von Gusto Gräser, der in der Erzählung unter seinem Spitznamen „Lukas“ erscheint. Eigentliches Thema der Geschichte ist Hesses Abfall vom „Bund“, dem Bund von Monte Verità, und von seinem Freund und Guru Gusto Gräser. Die Morgenlandfahrt ist eine einzige große Beichte über seinen Verrat an dem Freund, von dem er sich 1919 abgewandt hatte und den er durch diesen langen Brief der Reue wiederzugewinnen sucht.

## Sprache und Symbolik
Die Morgenlandfahrt verzichtet auf jenen erhabenen Stil, der etwa Das Glasperlenspiel oder Siddhartha prägt. Vielmehr ist sie in einer frischen, poetisch-zauberhaften, mitunter geradezu jugendlich naiv wirkenden Sprache geschrieben, eine märchenhafte Dichtung, die den Leser unmittelbar anspricht. Die Erzählung steckt voller Symbole, Metaphern und Gleichnisse, die häufig ohne detaillierte Kenntnis des biographischen und zeitgeschichtlichen Hintergrunds dem Leser unverständlich sind. Hesse selbst schrieb dazu in einem Brief an Alice Leuthold: „Die Symbolik selbst braucht dem Leser ja gar nicht ‚klar‘ zu werden, er soll nicht verstehen im Sinn von ‚erklären‘, sondern er soll die Bilder in sich hineinlassen und ihren Sinn, das was sie an Lebensgleichnis enthalten, nebenher mit schlucken, die Wirkung stellt sich dann unbewusst ein.“

## Buchausgaben
- Die Morgenlandfahrt. Eine Erzählung. Fischer, Berlin 1932.
- Die Morgenlandfahrt. Eine Erzählung. Suhrkamp, Frankfurt am Main 1951; 24. A. ebd. 2001, ISBN 3-518-01001-8 (= Bibliothek Suhrkamp, Band 1).
- Die Morgenlandfahrt. Eine Erzählung. Suhrkamp, Frankfurt am Main 1982, ISBN 3-518-37250-5 (= st 750).